# زي ريكاردو (لاعب كرة قدم)
زي ريكاردو هو لاعب كرة قدم برازيلي في مركز الوسط، ولد في 3 فبراير 1999 في ريو دي جانيرو في البرازيل. لعب مع نادي فلومينينسي.